# تيمور بيغلو
تيمور بيغلو هي قرية في مقاطعة خدا أفرين، إيران. عدد سكان هذه القرية هو 54 في سنة 2006.